# Часова стала (хемометрика)
Часова стала — у хемометриці — одна з важливих характеристик приладу, яка вказує на граничну максимальну швидкість реакції, для якої можна вимірювати кінетику процесу. Якщо відклик детектора змінюється з часом експоненціально, то це час ({\displaystyle \tau }c), необхідний для того, щоб величина сигналу від початкового значення досягла частки [1– exp(– t/ {\displaystyle \tau }c)] (при t = {\displaystyle \tau }c) його кінцевого значення.